# Bob Richards
Robert Eugene „Bob“ Richards (* 20. Februar 1926 in Champaign, Illinois; † 26. Februar 2023 in Waco, Texas) war ein US-amerikanischer Leichtathlet und Olympiasieger.
Richards, dessen Spitzname „the vaulting Vicar“ (springender Vikar) lautete, lebte in Kalifornien, als er sich im Stabhochsprung für die Olympischen Spiele 1952 in Helsinki qualifizierte. Bereits vier Jahre zuvor, damals noch Student, hatte er bei den Olympischen Spielen 1948 in London die Bronzemedaille gewonnen. In Helsinki gab es mit 4,55 Meter übersprungener Höhe sogar die Goldmedaille. Diesen Erfolg konnte er vier Jahre später 1956 in Melbourne wiederholen. Richards ist damit der erste Stabhochspringer, der zweimal Olympiagold erringen konnte, und der einzige Stabhochspringer, der in dieser Disziplin drei olympische Medaillen gewann. 1956 nahm er auch am Zehnkampf teil, gab jedoch nach der neunten Disziplin auf.
Sein 1959 erschienenen Buch The Heart of a Champion wurde in den USA ein Bestseller und von Trainern und Sportlern als „Bibel“ angesehen.
1983 wurde Richards in die Hall of Fame der US-Olympiateilnehmer aufgenommen.
1984 war Richards Präsidentschaftskandidat der rassistischen Populist Party um den Holocaustleugner Willis Carto, 2010 unterstützte Richards die ebenfalls rassistische Partei American Third Position.

## Schriften
- Stabhochsprung – Dieses erhebende Gefühl. In: Der Spiegel. Nr. 29, 1952 (online).
- The Heart of a Champion. Revell, Westwood, N.J. 1959; Neuauflage zum 50 Herausgabejubiläum: Revell, Grand Rapids, MI 2009, ISBN 978-0800732721.
  - Das Herz eines Siegers. Aus dem Amerikanischen von Helga Fernbacher. Bahn, Konstanz 1971, ISBN 3-7621-4401-X.